# Killarney National Park
Killarney National Park (Park Narodowy Killarney, irl. Páirc Náisiúnta Chill Airne) – park narodowy położony w pobliżu miasta Killarney (hr. Kerry), w Irlandii. Został założony w 1932, a w 1981 uznano go za rezerwat biosfery UNESCO. 
Jest usytuowany w płd.-zach. części kraju, zajmuje ponad 10 tys. ha, w tym obszar jezior Killarney. Najwyżej położone partie są stosunkowo trudno dostępne, stanowią ostoje jelenia europejskiego. Niższe stoki zajmują lasy dębowe – pozostałość puszczy porastającej w przeszłości większość terytorium Irlandii. Najciekawszym zbiorowiskiem roślinnym jest czysty gatunkowo las cisowy, jeden z trzech w Europie. Łagodny klimat sprawia, że występują tu egzotyczne gatunki, wprowadzone do ekosystemu przez człowieka, np. rododendrony czy drzewa poziomkowe, charakterystyczne dla regionu śródziemnomorskiego.
Na park wywierana jest silna antropopresja, związane jest to z położeniem na przedmieściach miasta Killarney – jednego z większych ośrodków turystycznych Irlandii.

## Jeziora Killarney

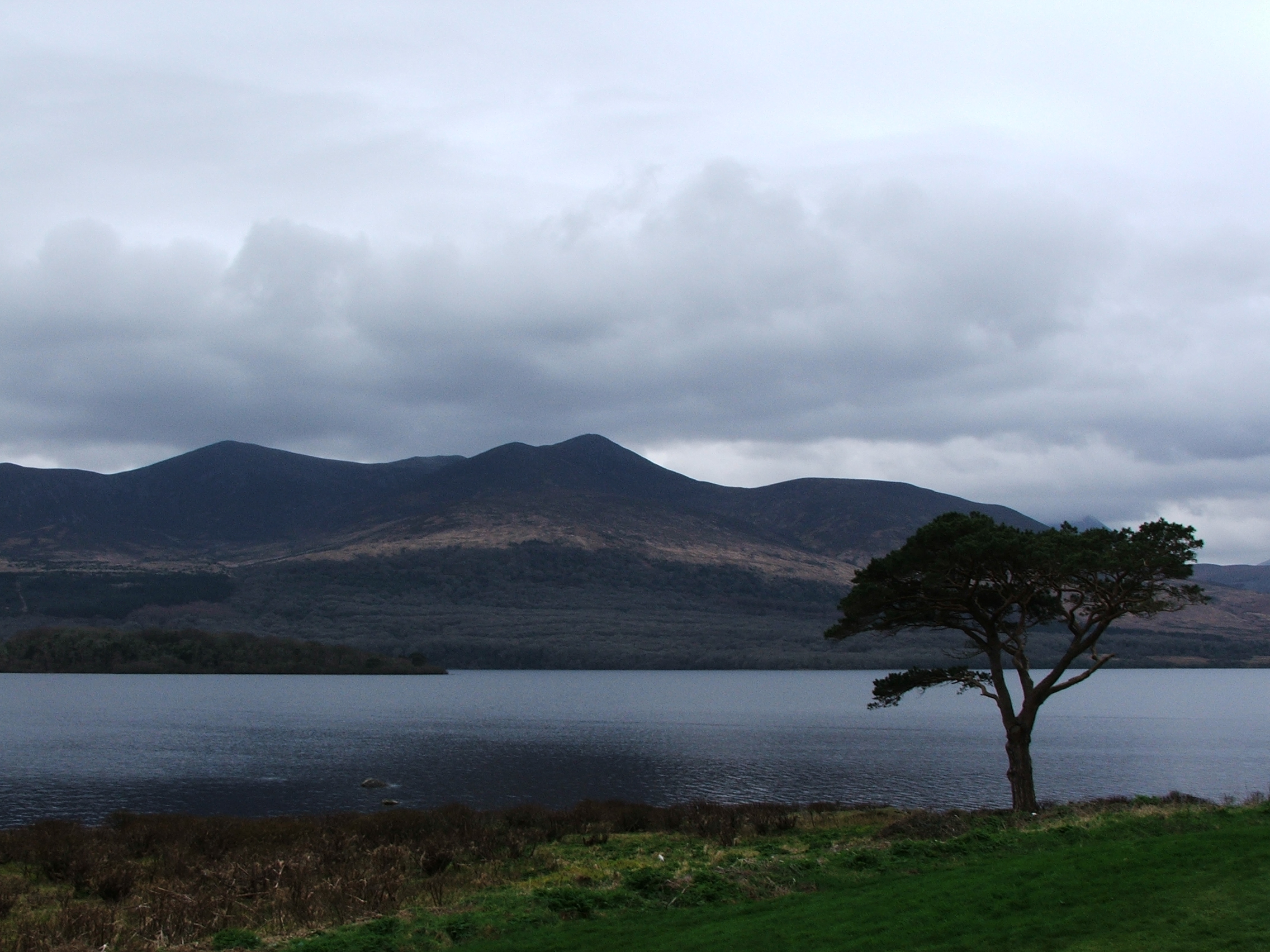
Lough Leane

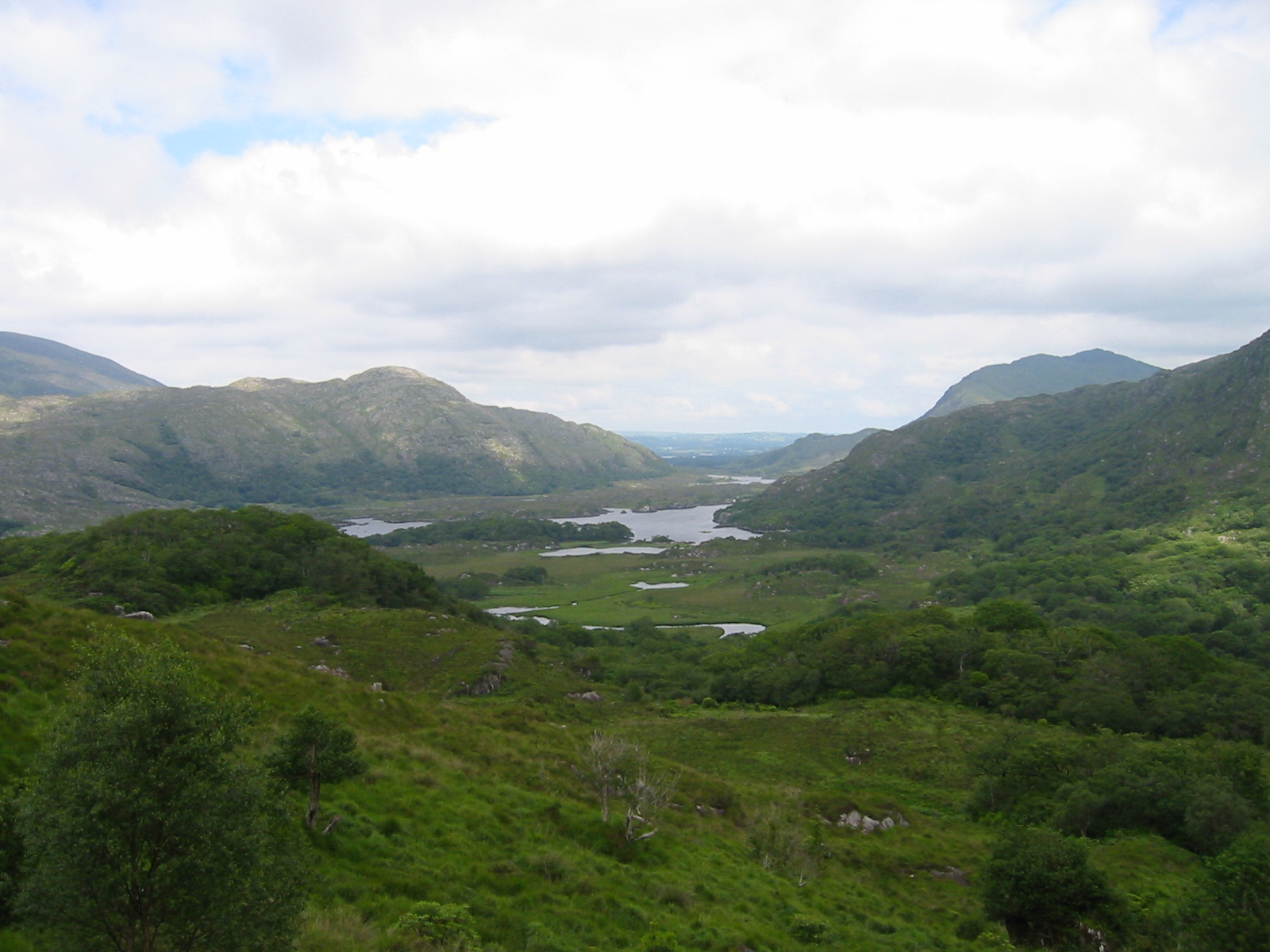
Jeziora Killarney

Jest to grupa trzech jezior polodowcowych, połączonych kanałem o dł. 4 km, w pobliżu miasta Killarney, na terenie Parku Narodowego Killarney:
- Lough Muckross, znane również jako Lough Torc,
- Lough Leane,
- Upper Lake.

Jest to atrakcyjny obszar turystyczny ze względu na piękno krajobrazu, rozległe panoramy gór Macgillycuddy’s Reeks i liczne zabytki rozsiane wzdłuż brzegów jezior.

## Najciekawsze obiekty na terenie parku
- opactwo Muckross (Muckross Abbey) – franciszkański klasztor z poł. XV w.;
- rezydencja Muckross (Muckross House) – XIX-wieczna posiadłość w stylu elżbietańskim;
- tzw. Spotkanie Wód (Meeting of the Waters) – obszar o charakterze ogrodu botanicznego z bogatą subtropikalną roślinnością;
- wodospad Torc (Torc Waterfall) – o wysokości 18 m;
- dolina Dunloe (Gap of Dunloe) – wąski, dziki wąwóz górski;
- zamek Ross (Ross Castle) – XIV-wieczna obronna wieża mieszkalna;
- wyspa Inisfallen – największa z około 30 wysepek na jeziorze Leane, ruiny klasztoru z VII w.